# Baptysterium w Padwie

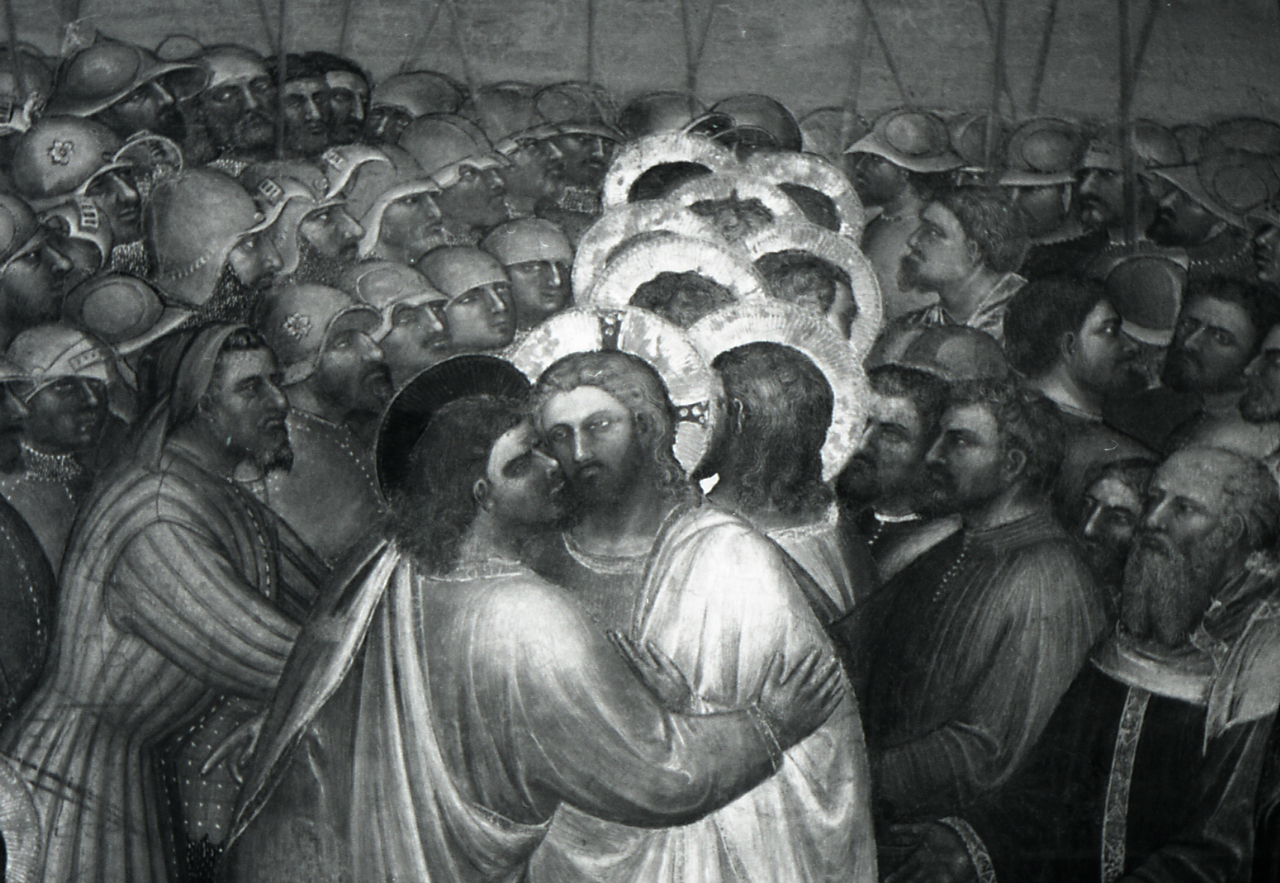
Pocałunek Judasza

Baptysterium w Padwie – budowla sakralna przylegająca do katedry w Padwie, która została wzniesiona w celu celebrowania w niej sakramentu chrztu. Baptysterium poświęcone jest św. Janowi Chrzcicielowi, a jego początki sięgają XI–XII w. Budowla ma kształt kwadratu z tamburem i kopułą. W trakcie swej historii ulegała pewnym modyfikacjom. W 1280 dobudowana została kaplica z ołtarzem, a w 1376 wzniesiony został drugi tambur, który obejmuje fresk Raj autorstwa Giusto de' Menabuoi. Natomiast portyk z obecnie istniejącym wejściem jest z XV w.

## Informacje ogólne
Gdy zostały wykonane freski, zamknięto główne wejście (południowe), a wtedy głównymi stały się drzwi, które wychodziły na stary krużganek domu kanoników (Casa dei canonici) (od strony zachodniej). Cykl malarski zrealizowany w baptysterium wymaga zresztą konkretnego porządku lektury od katechumenów, którzy wchodzili od strony zachodniej. Ukazywał się przed nimi leitmotiv narracji: Raj, Stworzenie świata, Ukrzyżowanie Chrystusa i Odkupienie świata, Zesłanie Ducha Świętego i ołtarz ofiary Mszy świętej. Tak wnętrze budowli było postrzegane przez chrześcijan z XIV w., kiedy to Fina Buzzaccarini, żona Francesco z Carrary, władcy Padwy, wybrała tę świątynię jako miejsce pochówku dla siebie i dla męża. Ich groby przetrwały tam aż do początków XV w., kiedy to Wenecjanie zajęli miasto i chcieli usunąć wszelkie ślady poprzednich władców. Zniszczyli więc ich groby oraz herby.

## Malowidła

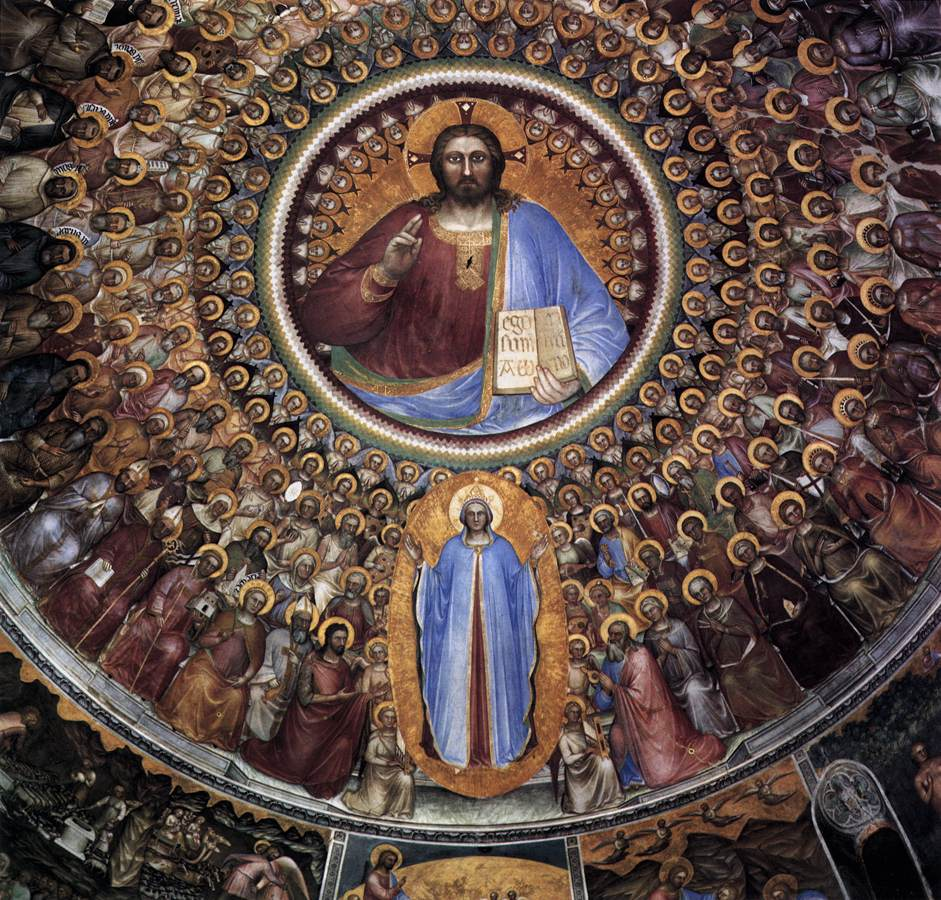
Raj – fresk na kopule baptysterium

### Kopuła
Freski znajdujące się do dziś w baptysterium zostały namalowane w latach 1376–1378 przez Giusto de' Menabuoi. Wykonanie prac zleciła mu Fina Buzzaccarini. Odczytywanie treści fresków należy zacząć od góry, a mianowicie od wizji Raju, gdzie Chrystus otoczony jest przez aniołów i świętych, wśród których główne miejsce zajmuje Matka Boża. Malowidło pokrywające kopułę wykonane jest na wzór malarstwa średniowiecznego, a mianowicie pośrodku przedstawiony jest Chrystus z otwartą księgą, w której widnieje napis Ego sum alpha et omega (Ja jestem alfa i omega). Zbawiciel otoczony jest przez krąg aniołów i tęczę, dalej znajduje się potrójny rząd świętych, spośród których najbliżej Chrystusa są apostołowie. Tych pięć pierścieni jest przerwanych przez wizerunek Maryi, która ubrana jest w błękitną szatę, symbol boskiego macierzyństwa. Obraz ten znajduje się w elipsie złotych promieni, którą otaczają aniołowie grający na różnych instrumentach. Można się tu doliczyć 108 świętych.

### Tambur

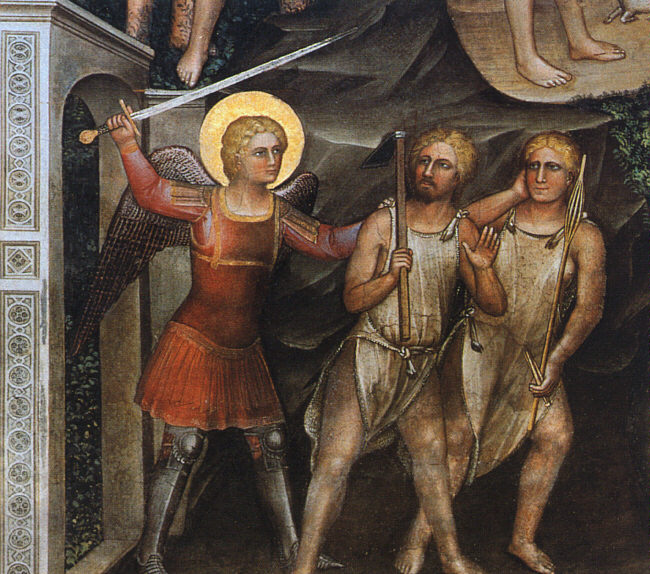
Wygnanie z raju – Scena z Księgi Rodzaju

Na tamburze, zaczynając od dawnego wejścia znajdujemy 33 sceny zainspirowane 37 rozdziałami z Księgi Rodzaju, na ścianach zaś sceny z Nowego Testamentu. Sceny starotestamentalne rozpoczynają się od stworzenia świata, stworzenia mężczyzny i kobiety itd. a kończą się na wydarzeniach związanych z dziejami Józefa sprzedanego do Egiptu przez braci.

### Pendentywy
Poniżej na czterech pendentywach malarz umieścił postacie i symbole czterech ewangelistów. Obok każdego z nich znajdują się dwaj prorocy. Tak więc na pierwszym pendentywie znajdujemy św. Jana ewangelisty, orła oraz proroków Ezechiela i Daniela. Na następnym widzimy św. Marka, lwa i proroków Ozeasza i Jonasza. Obok św. Mateusza dostrzegamy anioła oraz proroków Izajasza i Micheasza. Jako czwarty występuje św. Łukasz, obok niego wół i prorocy Dawid oraz Jeremiasz.

### Ściany
Na ścianach znajdują się sceny wzięte z Ewangelii, począwszy od wydarzeń związanych z życiem i działalnością św. Jana Chrzciciela, do malowideł ilustrujących życie Maryi i Jezusa. Autor tworząc te dzieła inspirował się tekstami wszystkich czterech Ewangelii kanonicznych, a szczególnie Ewangelią św. Jana. Kolejność scen następuje od lewej począwszy od wejścia.

### Apsyda
Ciekawym zjawiskiem malarskim są ilustracje do Apokalipsy umieszczone w apsydzie. Znajdziemy tam próbę ikonograficznego przedstawienia licznych symboli i symbolicznych scen, który Apokalipsa jest pełna. Zwieńczeniem tych ilustracji jest kopuła, na której namalowane jest zesłanie Ducha Świętego na Maryję i Apostołów. W centrum kopuły powielony został motyw z Raju, a mianowicie Chrystus Pantokrator z otwartą księgą.

### Poliptyk
Interesujący jest też poliptyk autorstwa Giusto de' Menabuoi, znajdujący się na jedynym ołtarzu w absydzie. Giusto umieścił na nim 51 osób i symboli. W górnej części znajdujemy scenę obrazującą chrzest Jezusa, pod nią, w centralnej części Matkę Bożą z Dzieciątkiem, a w poszczególnych kwaterach poliptyku różne postacie świętych. Wśród nich są np.: św. Franciszek, św. Ambroży, św. Augustyn, św. Antoni. Na dole z lewej strony umieszczony został herb rodziny Carrara, a z prawej rodziny Buzzaccarini.